# Флейшер, Ричард
Ричард Флейшер (англ. Richard Fleischer; 8 декабря 1916[…], Нью-Йорк, Нью-Йорк — 25 марта 2006[…], Вудленд-Хиллз, Калифорния) — американский кинорежиссёр. Получил премию Оскар за лучший документальный фильм (1947). Известность приобрёл благодаря фильмам «20 000 льё под водой», «Викинги», «Конан-разрушитель», «Тора! Тора! Тора!» и «Насилие».

## Биография
Ричард Флейшер родился в Бруклине (Нью-Йорк), в семье кинематографиста Макса Флейшера, известного созданием таких анимационных образов, как Бетти Буп и Моряк Попай.
Поступил в Брауновский университет на факультет психологии, затем, не закончив его, перевёлся в Йельскую школу драмы. В 21 год организовал студенческую труппу. В 1942 году устроился на работу в одно из подразделений RKO Pictures и начал снимать документальные фильмы. Первая значительная работа — документальный сериал «Это Америка» (1943). В 1947 году получил премию «Оскар» за лучший документальный фильм «Design for Death».
В 1948 году Флейшер начал снимать игровые фильмы. Сначала фильмы-нуар категории B, такие как «Телохранитель» (1948), «Следуй за мной тихо» (1949), «Попавший в ловушку» (1949), «Лёгкая мишень» (1949), «Ограбление инкассаторской машины» (1950) и «Узкая грань» (1952). Предчувствуя скорый распад RKO Pictures, перешёл в кинокомпанию MGM и затем Walt Disney. Именно там он снял свою первую высокобюджетную картину «20 000 лье под водой», сделавшую режиссёру имя. Фильм с хорошим актёрским ансамблем успешно прошёл в прокате и получил положительные отзывы критиков. Флейшер стал специалистом по масштабным постановкам с привлечением дорогостоящих декораций и специальных эффектов. Последующие его работы — «Викинги» (1958), «Варавва» (1961), «Фантастическое путешествие» (1966), — снятые в таком же ключе, были положительно приняты критикой и зрителями. Заметен вклад режиссёра в такие жанры, как нуар и криминальный фильм: «Жестокая суббота» (1955), «Насилие» (1959), «Бостонский душитель» (1968).
В последние годы снимал фильмы в самых различных жанрах, включая фантастику и исторические картины. Одна из последних его работ — «Конан-Разрушитель», продолжение незаконченной трилогии, посвящённой фэнтези-герою Конану. Другой фэнтези-фильм «Рыжая Соня» получил негативные оценки критиков (заработал премию Золотая малина) и не окупил свой бюджет. После 1990 года Флейшер ушёл на покой. Будучи на пенсии, опубликовал несколько книг, в том числе автобиографию «Скажи мне, когда заплакать» и воспоминания об отце.
Скончался в возрасте 89 лет в заведении по уходу за престарелыми деятелями кино и телевидения Motion Picture & Television Country House (Лос-Анджелес). Как сообщали источники, умер во сне от старости.
В 1943 году женился на Мэри Диксон. В их семье выросло трое детей.
Режиссёр успешно творил в широком жанровом диапазоне — от вестерна до кинофантастики. Зрителям запомнилась его своеобразная манера трактовки стандартных жанров и весьма вольное обращение с насилием на экране, что было необычно в 1950-е годы. Картины Флейшера («Викинги», «Новые центурионы») шли в советском прокате.

## Избранная фильмография
- 1948 — Телохранитель
- 1949 — Лёгкая мишень
- 1949 — Следуй за мной тихо
- 1949 — Попавший в ловушку
- 1950 — Ограбление инкассаторской машины
- 1951 — Женщина его мечты
- 1952 — Узкая грань
- 1952 — Счастливое время
- 1954 — 20 000 льё под водой
- 1955 — Девушка в розовом платье
- 1955 — Жестокая суббота
- 1956 — Между раем и адом
- 1958 — Викинги
- 1959 — Насилие
- 1961 — Варавва
- 1966 — Фантастическое путешествие
- 1967 — Доктор Дулиттл
- 1968 — Бостонский душитель
- 1969 — Че!
- 1970 — Тора! Тора! Тора!
- 1971 — Риллингтон Плейс, дом 10
- 1972 — Новые центурионы
- 1973 — Зелёный сойлент
- 1974 — Мистер Маджестик
- 1979 — Ашанти
- 1980 — Певец джаза
- 1983 — Амитивилль 3-D
- 1984 — Конан-разрушитель
- 1985 — Рыжая Соня